# Мистериозно убийство в Манхатън
„Мистериозно убийство в Манхатън“ (на английски: Manhattan Murder Mystery) е комедия режисирана от Уди Алън, която излиза на екран през 1993 година.

## Сюжет
Възрастна двойка (Лари и Карол Липтън) се срещат със съседите си - Пол и Лилиан, които също са женени от много години. След няколко дни Лари (Уди Алън) и Карол (Даян Кийтън) са изненадани да научат, че Лилиан е мъртва. Лари не е много загрижен за тази новина - той и съпругата му познават съседите си само повърхностно, но Карол започва да подозира нещо зловещо и тъмно в това събитие. Неочакваната смърт на съседката не ѝ дава мира. Карол убеждава съпруга си да започнат собствено разследване на инцидента, но той просто небрежно го отхвърля.
Привидната загадъчност на напускането на живота на една привидно здрава жена гризе душата и все повече и подклажда любопитството на Карол. Тя решава лично да влезе в апартамента на вдовеца по време на неговото отсъствие, за да открие доказателства, които показват участието му в смъртта. Карол се убеждава, че Лилиан е убита от нейния съпруг. След като проникна в апартамента на съседите, Карол се опитва да намери доказателства за своите предположения, но без успех. По-късно тя е ужасена от осъзнаването, че случайно е оставила очилата си в апартамента на съседа си. Сега тя трябва да влезе отново в „легендата на престъпника“, за да ѝ открадне очилата. Тя постепенно успява да включи съпруга си в разследването на това, както ѝ се струва, криминално приключение.
Въпреки детективската история, филмът се фокусира основно върху проблемите на взаимоотношенията между възрастните съпрузи, загубата на младост, загубата на способността да се определят приоритетите в живота и, в по-широк план, търсенето на смисъла на живота.

## В ролите
| Актьор          | Роля         |
| --------------- | ------------ |
| Уди Алън        | Лари Липтън  |
| Даян Кийтън     | Керъл Липтън |
| Алан Алда       | Тед          |
| Анжелика Хюстън | Марша Фокс   |
| Джери Адлър     | Пол Хаус     |
| Лин Коен        | Лилиън Хаус  |
| Рон Рифкин      | Сай          |
| Мелани Норис    | Хелен Мос    |
| Мардж Редмънд   | Мисис Долтън |
| Зак Браф        | Ник Липтън   |